# Маву
 Тази статия е за Маву.  За други значения вижте Мау.  
Маву (Мау) е името на две божества, почитани в Западна Африка от родствените племенни групи фон и еве.

## Маву при племето фон
Маву е богинята на луната при племето фон, населяващо района на Бенин в Западна Африка. Тя е сестра на слънчевия бог Лиса един от висшите за племето богове.
Покровителка на плодородието и майчинството, тя е благосклонна към хората богиня според митологията и фолклора на фон.
Маву е и женската част в хермафродитното божество Маву Лиза в дахомейската митология.

## Маву при племето еве
При племето еве (Того – Западна Африка) Маву е небесен бог, изпращащ дъжда. Сред племената, живеещи в съседство с народността фон, Маву се възприема като мъжко божество-създател. Великодушен по природа и благосклонен към хората. Предпочитаният от него цвят е белият.
Името на това божество произлиза от думата „ву“, означаваща най-общо „простира се, покрива“, а самата дума „Маву“ е използвана и за обозначаване както на самото небе, така и на дъжда. Според еве синевата на небето е воалът на Маву, облаците – негови дрехи и накити, а светлината е благовонното масло, с което той помазва тялото си. Освен белият, негов цвят е и синият, което предопределя забраната жреците му да носят дрехи в друг цвят.